# 鶴御成
鶴御成（つるおなり）は、江戸時代、将軍によっておこなわれた、ツルをとらえる鷹狩である。将軍による鷹狩りの中で最もおごそかなものとされた。

## 概要
九代将軍徳川家重が行い、その獲たツルを朝廷に献じ、恒例となった。毎年11月下旬から12月にかけ、多くは寒の入りののち、鶴御飼附場（飼付場）である千住三河島筋、小松川筋、品川目黒筋の3方面で行われ、代（しろ。鳥が季節により下り集まる所）はもとはそれぞれ18箇所ずつにわかれていたが、のち15箇所ずつに減った。
それぞれの飼場は鳥見が1人いて、これを管し、下飼人である網差およびその見習が日々そこにつめて、餌（毎日3回、籾5合ずつを撒く）を与え、種々の方法を講じて代に初めて下りたツルを馴らし、人をおそれなくなるのを見て、あらかじめこれを鷹匠頭に報告する。鷹匠頭はそれを検分してのち、さらに若年寄に上申し、若年寄は老中と協議のうえ、日時をさだめ、将軍に言上する。当日、将軍は藤色の陣羽織、従者はばんどり羽織、股引、草鞋で、将軍はまず寄垣（代附の外側に結んだ青竹の垣）の内にもうけた仮屋につく。将軍は鷹匠頭からタカを受け取り、鳥見が大きな日の丸の扇を高くあげてツルが逍遥しているほうにすすみ、ツルが驚いて飛び立とうとするのを見て、タカを放つ。
もし1羽ではおぼつかないと思われる時は、鷹匠がさらに第2、第3のタカを放ち助けるが、タカ1羽でツルをとらえることはまれであるという。とらえられたツルは鷹匠が刀を執って将軍の前で左腹の脇をひらいて臓腑をだしてタカに与え、あとに塩をつめて縫い、昼夜兼行で京都へたてまつった。街道筋ではこれを「御鶴様のお通り」といった。このツルの肉は正月三が日の朝供御の吸い物になった。
当日、ツルをとらえた鷹匠には金五両、タカをおさえたものには三両のほうびをたまわり、ツルをとらえたタカはその功を賞して紫の総（飾り房）をつけて隠居を命じられるならいであった。当日、午餐のときに菰樽二挺の鏡をひらき、ツルの血をしぼっていれた鶴酒を供の人々に賜ることはのちに例となった。